# شتایمل
شتایمل (به آلمانی: Steimel) یک شهر در آلمان است که در نویوید واقع شده‌است. شتایمل ۱٬۲۸۷ نفر جمعیت دارد.